# Фурса, Сергей Владимирович
Сергей Владимирович Фурса  (род. 30 июня 1959, Жёлтые Воды, Днепропетровская область) — советский и российский футбольный судья.

## Биография
Родился 30 июня 1959 года в городе Жёлтые Воды Днепропетровской области. Играл за футбольную команду своей школы, вместе с которой занял второе место в чемпионате гороно. В 1976 году уехал на учёбу в Ленинград, параллельно выступал за команду «ЛОМО». Отслужил в армии, получив специальность инженера-электромеханика, работал в Морском порту, обслуживал портовые краны.
Решил сходить на судейскую конференцию по футболу, увидев объявление в газете (приглашались и новички). На следующий год начал обучение в Институте физкультуры имени Лесгафта на кафедре футбола под руководством арбитра Алексея Михайловича Румянского, который позже и окончил.
Сначала судил городские соревнования, а в начале 1986 года бывший футбольный судья Анатолий Иванович Иванов порекомендовал Сергея Владимировича в качестве помощника судьи на матчи второй лиги СССР.
В качестве главного судьи на взрослом уровне судит с 1989 года. Провёл 2 матча во второй низшей лиге в 1990 году и 2 матча во второй лиге в 1991. После распада СССР был главным арбитром на матчах низших лиг России. Также с 1992 года работал ассистентом на играх высшей лиги. С 1993 года начал судить матчи первой лиги.
Помимо этого, в качестве ассистента Фурса принимал участие в международных матчах. В составе бригады Николая Левникова обслуживал матчи еврокубков, в том числе первый матч Суперкубка УЕФА 1996 года между «Пари Сен-Жермен» и «Ювентусом» (1:6). В том же году провёл одну игру на чемпионате Европы (Турция — Дания (0:3)).
Дебютировал на высшем уровне в качестве главного арбитра 7 мая 2000 года в матче 7-го тура «Ротор» — «Спартак» Москва (1:6), в котором показал два предупреждения и назначил пенальти в пользу «Спартака», с которого на 25-й минуте был открыт счёт. В 2000 году провёл 8 матчей и был отсранён от судейства в высшем дивизионе решением ПФЛ. Вернулся к судейству матчей высшей лиги только в 2002 году, и, по итогам сезона, вошёл в десятку лучших судей чемпионата России.
Всего в период с 2000 по 2006 год провёл 69 матчей в высшей лиге. Завершил карьеру в 2006 году.
После завершения карьеры, возглавлял судейский комитет Федерации футбола Санкт-Петербурга и долгое время входил в состав Президиума Федерации футбола Санкт-Петербурга, также был директором интерната «Газпром»-Академии «Зенита». 9 января 2020 года Фурса возглавил департамент инспектирования РФС.